# Fudbalski Klub Obilić
El FK Obilić (en serbi: Фудбалски клуб Обилић) és un club serbi de futbol de la ciutat de Belgrad.

## Història
El club va ser fundat el 1924. El nom del club fa referència al llegendari heroi medieval Miloš Obilić. També és el nom del seu estadi. Després de la Segona Guerra Mundial, el govern del partit socialista prohibí el nom del club i aquest adoptà la denominació FC Čuburac. El 1952, FC Čuburac i FC Šumadija es fusionaren i adoptaren, de nou, el nom original, Obilić.
L'època més destacada del club fou durant els anys 90, en què fou dirigit pel controvertit paramilitar serbi Željko "Arkan" Ražnatović. Durant aquests anys aconseguí guanyar la lliga iugoslava de l'any 1997/98.

## Palmarès
- 1 Lliga serbo-montenegrina de futbol: 1997/98.

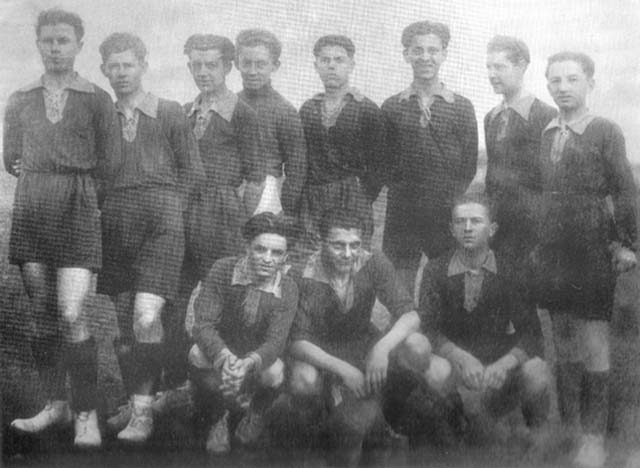
Obilić Belgrad el 1924